# Ted Karras
(en) Statistiques sur pro-football-reference
Theodore George Karras III, né le 28 septembre 1993 à Chicago, est un joueur américain de football américain. Il joue actuellement avec les Dolphins de Miami.

## Biographie

### Carrière universitaire
Ted Karras joue pour les Fighting Illini de l'Illinois de 2011 à 2015.

### Carrière professionnelle
Ted Karras est sélectionné au sixième tour de la draft 2016 de la NFL par les Patriots de la Nouvelle-Angleterre en tant que 221e choix. Il commence sa première rencontre de saison régulière lors du match d'ouverture de la saison 2016 du fait des blessures de Shaq Mason et Jonathan Cooper. Il retourne rapidement sur le banc après le retour de blessure de Mason, le titulaire, dès la deuxième semaine de compétition. À la fin de la saison, il remporte avec les Patriots son premier Super Bowl, le Super Bowl LI contre les Falcons d'Atlanta sur le score de 34 à 28.
Il remporte pour la deuxième fois le Super Bowl, l'édition LIII, face aux Rams de Los Angeles. Il est nommé titulaire au poste de centre lors du début de la saison 2019 après que David Andrews soit forfait pour la saison en raison d'une blessure.
Il rejoint les Dolphins de Miami le 20 mars 2020.

## Palmarès
- Vainqueur des Super Bowls LI et LIII avec les Patriots de la Nouvelle-Angleterre